# Raymond Uytterhaeghe
Raymond Claude Achille Uytterhaeghe (ur. 25 października 1947 w Hellemmes-Lille, zm. 19 lutego 2022 w Liévin) – francuski zapaśnik. Olimpijczyk z Meksyku 1968, gdzie odpadł w eliminacjach, w obu stylach, w kategorii plus 97 kg.
Piąty na mistrzostwach Europy w 1968. Wicemistrz igrzyskach śródziemnomorskich w 1967, w stylu wolnym i piąty w stylu klasycznym roku.